# Gran Golpe en Nekonron, China
Ranma ½: ¡Chūgoku Nekonron Daikessen! Okite Yaburi no Gekitō Hen !! (らんま½ ~中国寝崑崙大決戦！掟やぶりの激闘篇！！, literalmente, ¡El gran combate en Nekonron! ¡¡La batalla sin reglas a todo o nada!!), conocida como Gran golpe en Nekonron, China en España y Gran aventura en Nekonron, China en Hispanoamérica, es una película japonesa de 1991 basada en la serie Ranma ½.

## Breve resumen de la trama
Todo comienza con un rutinario día en Nerima, pero repentinamente todo cambia cuando se involucra a un pergamino que supuestamente contiene la última técnica escrita en él y que Akane estuvo sosteniendo cuando el príncipe Kirin (líder de los Siete Dioses Artistas Marciales de la Suerte), llegan a la casa de los Tendō. Kirin toma a Akane como su novia en lugar de Lychee, la verdadera dueña del pergamino y se la lleva. Ranma y sus amigos tienen que viajar a China en el bote de Kuno para evitar que Akane se case con el poderoso príncipe en un viaje es largo y difícil. Una vez que todos llegan a Nekonron, deben luchar para abrirse paso a la torre y despachar a cada uno de los siete dioses artistas marciales de la suerte, similar a la película El juego de muerte de Bruce Lee y también a las películas de Saint Seiya. Al final Ranma tiene que enfrentarse a Kirin en una batalla uno a uno lo cual desemboca en una lucha por Akane y el pergamino.

## Reparto
La película fue doblada al español en México por Intertrack
| Personaje      | Actor de Voz (Japón) | Actor de Voz (España) | Actor de Voz (Hispanoamérica) |
| -------------- | -------------------- | --------------------- | ----------------------------- |
| Ranma (hombre) | Kappei Yamaguchi     | Albert Trifol Segarra | Luis Daniel Ramírez           |
| Ranma (mujer)  | Megumi Hayashibara   | Nuria Trifol          | Pilar Escandón                |
| Akane Tendo    | Noriko Hidaka        | Alicia Laorden        | Patricia Acevedo              |
| Shampoo        | Rei Sakuma           | Nuria Doménech        | Mónica Villaseñor             |
| Ryoga Hibiki   | Kōichi Yamadera      | Oriol Rafel           | Benjamín Rivera               |
| Mousse         | Toshihiko Seki       | Raúl Llorens          | José Gilberto Vilchis         |
| Genma Saotome  | Kenichi Ogata        | José Félix Pons       | Roberto Mendiola              |
| Soun Tendo     | Ryunosuke Okobayashi | Desconocido           | Enrique Mederos (†)           |
| Kasumi Tendo   | Kikuko Inoue         | Susana Macías         | Mónica Villaseñor             |
| Nabiki Tendo   | Minami Takayama      | María Luisa Roselló   | Isabel Martiñón               |
| Abuela Cologne | Miyoko Asō (†)       | Carmen Calvell        | Magda Giner                   |
| Happosai       | Ichirō Nagai (†)     | Enric Isasi-Isasmendi | José Luis McConnell           |
| Kuno Tatewaki  | Hirotaka Suzuoki (†) | Jordi Pons            | Óscar Flores                  |
| Kirin          | Kaneto Shiozawa (†)  | Alberto Mieza         | Irwin Daayán                  |
| Lychee         | Sakiko Tamagawa      | Miriam Guilimany      | Mónica Estrada                |
| Ukyo Kuonji    | Hiromi Tsuru (†)     | María del Mar Tamarit | Gabriela Willert              |
| Ebitan         | You Yoshimura        | Alberto Trifol        | Igor Cruz                     |
| Monlon         | Eiko Yamada          | María Pilar Quesada   | Ilia Gil                      |
| Bishamonten    | Kazuhiko Inoue       | Rafael Calvo          | Abel Rocha                    |
| Daihakusei     | Mitsuaki Madono      | Ángel de Gracia       | Orlando Rivas                 |
| Daikokusei     | Takehito Koyasu      | Ángel de Gracia       | Orlando Rivas                 |

## Escenas eliminadas
- La primera escena tiene lugar durante el rescate fallido de Akane y muestra a Kuno peleando con Daihokusei y a Daikokusei vendado de los ojos.

- Originalmente después que Ebitan fuera pisoteado por todos se levanta solo para ser golpeado severamente por Ranma.

- Datos: Q2837684